# Piazza Galvani
A Piazza Galvani é uma praça no centro histórico de Bolonha que leva o nome do físico italiano Luigi Galvani, nascido nesta cidade em 1737. Uma estátua do cientista adorna o centro da praça que se inicia na abside da Basílica de São Petrônio . O Palácio Archiginnasio tem vista para a praça.

## História
Desde 1449, a zona onde hoje se encontra a praça foi utilizada para o mercado da seda, uma produção que caracterizou a Bolonha até o século XVII.
Em 1563, com a construção do Palazzo dell'Archiginnasio, a praça foi ampliada pelo Papa Pio IV e foi originalmente chamada de Piazza dell'Academia.
A praça recebeu vários nomes, desde Piazza dell'Archiginnasio até Piazza delle Scuole e del Paviglione, até se tornar Piazza della Pace em 1801, em homenagem ao tratado de paz assinado entre a República Francesa e o Imperador Francisco II, e finalmente Piazza Galvani em 1871.
A estátua é obra do escultor italiano Adalberto Cencetti.